# Dobberzin (Perleberg)
Dobberzin war im 13. und 14. Jahrhundert ein kleines Dorf bei Perleberg in der Prignitz. Im Jahre 1293 wurde es erstmals als Dobersin erwähnt, als ein Ritter von Wartenberg einem Perleberger zwei Hufen verkaufte. Auch spätere Bezeichnungen, wie das Dobberziner Tor, das sich im Südosten der Stadt in der Bäckerstraße auf Höhe des Hotels Deutscher Kaiser befand, weisen auf die Existenz eines solchen Dorfes hin. Anfang des 14. Jahrhunderts gelangte das Dorf in den Besitz von Rat und Bürgerschaft Perlebergs. Die Dobberziner Feldmark ging infolgedessen in der Perleberger Stadtgemarkung auf.
Zur weiteren Entwicklung sowie zur genauen Lage gibt es verschiedene Hypothesen. Man nimmt an, dass das Dorf im 14. Jahrhundert wegen des unfruchtbaren Bodens wüst wurde, da der Ortsname fortan nicht mehr erwähnt wird. Es wird vermutet, dass sich Dobberzin südlich der Jeetze beim ehemaligen Räuberkrug oder der Schäferei befand und schließlich im erweiterten, bewaldeten Stadtgebiet Perlebergs aufging. Dieter Hoffmann-Axthelm vertritt hingegen die These, das Dorf habe sich direkt vor dem Dobberziner Tor befunden und sei nie wüst geworden; es habe sich hingegen zur Vorstadt entwickelt.
Bis zur Veröffentlichung der Forschungsergebnisse aller vorgeschichtlichen Funde und Ausgrabungen in der Westprignitz durch Frau Dr. Waldtraut Bohm im Jahre 1937, gab es keine Hinweise zur möglichen örtlichen Lage Dobberzins. Dr. Bohm führte lediglich zwei Fundstellen von Fundamentresten, Scherben und Feuerstellen stadtnahe zu Perleberg auf. Beide liegen in bekannten ehemals bewohnten Abschnitten von Funkenhorn und Räuberkrug. Es wird durch Dr. Bohm lediglich in der Veröffentlichung festgestellt, dass eine der beiden Fundstellen Dobberzin zuzuordnen sein könnte. Jegliche weitere Forschung zur Beweisdarlegung lagen nicht im Wirkungsauftrag von Dr. Bohm und wurden nicht ausgeführt.
Aus dieser reinen Vermutung, ohne Beachtung der sonstigen örtlichen Ursprungsbeschaffenheit und fehlender weiterer Forschung, hält sich seither fälschlich die angebliche Ortslage Dobberzins eben an jenem Orte nahe der Jeetze.
Die von Dieter Hoffmann-Axthelm aufgestellte These findet in mehreren Indizien eine Bestätigung, wogegen die Hypothesen einer entfernteren Lage Dobberzins zu Perleberg diese nicht zeigen. Die „Charte von der PRIGNITZ“ aus dem Jahre 1779, neu entworfen im Jahre 1795, weist die Ortsverbindungswege auf. Auf dieser Karte ist festzustellen, dass der Hauptweg von Perleberg nach Wilsnack über Ponitz führt und damit keine Verbindung zum Räuberkrug hat. Die Karte zeigt zwar auch einen Weg über den ehemaligen Standort des Räuberkrugs, doch kann dieser als Hauptreiseweg vernachlässigt werden, da er sich bereits bei Uenze wieder mit dem Weg über Ponitz vereinigt und einen Umweg bildet. Als einsamer Pilgerweg mag er schon bevorzugt gewesen sein.
In der „Chronik der Kreis- und Garnisonstadt Perleberg“ heißt es, dass die Wilsnackpilgerer an der Gertraudenkapelle mit seinem beigeordneten Gasthaus Station machten. Die Gertraudenkapelle wird in seiner Lage der heutigen Wilsnacker Straße zugerechnet und ist auf dem „Beerschen Plan der Stadt Perleberg“ aus dem Jahre 1726 örtlich verzeichnet.
Genau heißt es in der Chronik:
„Vor und nach 1400 wurden Ablassbriefe verkauft. In dem Ablassbriuef für die zum Wilsnacker Wunderblut Wallfahrenden versprachen der Erzbischof von Magdeburg, die Bischöfe von Havelberg, Brandenburg und Lebus für das Passieren jeder Meile Weges nach Wilsnack 40 Tage Ablass, im Hin- und Weggehen für jeden Gang um den Kirchhof 40 Tage etc. Der Besuch von Wilsnack war außerordentlich groß. Fast sämtliche Häuser boten Unterkunftsräume für die Wallfahrer. Perleberg hatte an Wilsnack vorzugsweise ein Handelsinteresse; es erbaute vor dem Dobberzinertor, heute Wilsnacker Straße, ein Gasthaus an der Stelle, wo bis vor wenigen Jahren, 1914, das Gasthaus „Goldener Stern“ gestanden hat. Das Gasthaus war also vormals das Wallfahrtslokal. Neben diesem Gasthaus erbaute Perleberg gleichzeitig ein Kirchlein, die „Getraudenkapelle“. Auf alten Perleberger Forstplanen befindet sich im Jagen 2, kurz vor der Wilsnacker Grenze, die Einzeichnung eines Wallfahrtsbrunnens. Jedenfalls haben auch die Wallfahrer in dem an dem Weg nach Wilsnack führenden, im Jagen 2 gelegenen sogenannten „Räuberkrug“ Rast gemacht.“
Von einem Pilgerbrunnen und dem Räuberkrug, einem einzeln stehenden Gehöft am Waldrand, ist die Rede, keineswegs von einem Ort, der auf dem Wege lag.
Weiter spricht die alltägliche Lebensführung gegen diese Lage. Niemand hätte zu den Zeiten, als die Landwirtschaft das Überleben bestimmte, in diesen Bereichen an eine Ortsgründung gedacht. Die dort befindlichen Wälder stehen auf sandigem Grund, was eine Landwirtschaft unmöglich machte. Die Flussniederungen sind sumpfig und durchnässt, beides Argumente gegen eine Landwirtschaft. Weder Urkunden, Zeichnungen, Karten oder Funde bestätigen an der Jeetze eine mögliche ehemalige Siedlung.
Der Postweg Berlin-Perleberg führt über die Ortslagen Werzin, Ponitz, Düpow weiter nach Perleberg. Zwischen Düpow und Perleberg verlief er zunächst über heutiges Ackerland, den Verlauf der heutigen Bundesstraße gab es nicht. Die Perleberger Karlstraße bildete den damaligen Postweg. Dieser querte die heutige Wilsnacker Straße und führte über das Grundstück des heutigen Gymnasiums direkt auf die Stepenitz zu. Unmittelbar hinter der Vereinigung der Stepenitzarme fand sich eine Furt, so dass der Postweg auf der gegenüberliegenden Beguinenwiese seine Fortführung fand. Hier lag der erste Perleberger Hafen mit seinem Handelsplatz. Er bildete die „offene Einladung“ in den Ort, das spätere Perleberg. Mit dem Bau der Stadtmauer war die „einstiege Einladung in den Ort“ nun der Ort der größten Bedrohung. Es erfolgte eine komplette Schließung, eine neue Verbindung nach Osten musste geschaffen werden. Einer guten Verteidigung geschuldet, wurde das Dobberziner Tor errichtet und mit ihm seine vorgelagerten Brücken und Verteidigungsanlagen.
Während das Wittenberger Tor den Ausgang nach Wittenberge bildete, das Parchimer Tor den Ausgang mit dem damals von dort nach Parchim führenden Postweg, so führte das Dobberziner Tor nach Dobberzin. Keine Rede von den nächsten oder größeren, heute bekannten Orten Düpow, Pritzwalk, Kyritz oder Wilsnack. Daraus resultiert, dass Dobberzin zwischen Düpow und Perleberg gelegen hat und das nicht erst seit dem Bau der Stadtmauer.
Im Jahre 1931 wurde bei Bauarbeiten nahe dem Stadtgut ein Bombentopf mit Opfergaben gefunden. Diese Opfergabe beweist, dass dieser Ortsabschnitt zur gleichen Zeit entstanden ist wie die spätere  Stadt Perleberg auf der Stepenitzinsel. Es muss nun davon ausgegangen werden, dass beidseitig der Stepenitzführung zwei Orte zur gleichen Zeit entstanden, Perleberg und Dobberzin, und zwar Dobberzin aus dem Grunde, dass für diesen Abschnitt keine andere urkundliche Namensnennung nachweisbar ist.
Die Überlieferungen sprechen weiter, dass etwa im 14. Jahrhundert die Übernahme dieser Ländereien, also eine Eingemeindung, durch die Stadt Perleberg stattgefunden hat. Daraus ergibt sich schlüssig, dass der dort vorhandene Ort samt seinen Ländereien mit Perleberg fusionierte. Eine solche Aussage spricht zweifellos von der Anwesenheit eines anderen Ortes als Perleberg.
Vor der Entstehung von Dörfern wurden durch den Landesherrn Lokatoren benannt, die beauftragt wurden, eine Dorfgründung vorzunehmen. Als Lokatoren wurden in den meisten Fällen niedere Adlige oder Stadtbürger bestimmt, die dennoch damit von höherem Rang als die Allgemeinheit waren. Somit waren sie gleichzeitig Ritter oder Varsallen der Landesherren. In diesem Zusammenhang ist bemerkenswert, dass im Jahre 1420, als der Perleberger Frieden im Perleberger Rathaus geschlossen wurde, der Bürgermeister der Stadt anwesend war. Es handelte sich um den Bürgermeister namens Dobberzin. Weiter ist bekannt, dass dieser Bürgermeister Dobberzin neben Strehlemann im Jahre 1447 der bedeutendste Gewandschneider war. Damit ist dessen höhere Stellung als gesichert anzusehen.
Es ist bei der Betrachtung der Zeitspanne der Ortsgründungen von Dobberzin und Perleberg damit nicht auszuschließen, dass die Familie bzw. das Geschlecht Dobberzin die Lokatoren des Ortes waren.